# Precinct de Fancy Prairie no 3
Le precinct de Fancy Prairie N° 3 est un precinct électoral du comté de Menard dans l'Illinois, aux États-Unis. En 2010, ce precinct comptait une population de 167 habitants.

## Source de la traduction
- (en) Cet article est partiellement ou en totalité issu de l’article de Wikipédia en anglais intitulé « Fancy Prairie No. 3 Precinct, Menard County, Illinois » (voir la liste des auteurs).